# Dicastère pour le clergé
Le Dicastère pour le clergé, auparavant Congrégation pour le clergé, est l'une des neuf congrégations de la Curie romaine. Il est compétent en tout ce qui concerne les prêtres et diacres du clergé séculier. Il est aussi chargé des séminaires. Vingt-cinq personnes environ y travaillent.

## Historique
Par la Constitution apostolique Alias Nos du 2 août 1564, le pape Pie IV (1559-1565) fonde la « Sacrée Congrégation des cardinaux pour l'application et la mise en pratique du concile de Trente » (ou plus simplement la congrégation du Concile).
Grégoire XIII (1572-1585) élargit ses fonctions et Sixte V (1585-1590) lui confia, par la constitution apostolique Immensa aeterni Dei, la révision des actes des conciles provinciaux et, en général, la tâche de promouvoir la réalisation des réformes déterminées par le concile de Trente.
La congrégation du concile perd au fil du temps nombre de ses compétences, transférées à d'autres dicastères de la Curie romaine, mais elle conserve celles relatives à la discipline du clergé séculier. Elle garde aussi son nom de « Sacrée Congrégation du Concile » jusqu'au 31 décembre 1967, lorsque le pape Paul VI (1963-1968) lui donne le nom de Congrégation pour le clergé à la date de l'entrée en vigueur de sa constitution apostolique Regimini Ecclesiae universae du 15 août 1967, par laquelle il réforme la curie et change les noms de plusieurs dicastères.
Par la constitution apostolique Pastor Bonus du 29 juin 1988, le pape Jean-Paul II confirme et simplifie les compétences de la Congrégation pour le clergé, qui s'occupe alors d'édicter des normes concernant le ministère, la vie des prêtres et des organismes auxquels ils participent. Elle exerce la vigilance du Saint-Siège sur la catéchèse et sur les biens temporels de l’Église.
Par le motu proprio Fides per doctrinam du 16 janvier 2013, le pape Benoît XVI retire à la Congrégation pour le clergé la compétence de la catéchèse pour la transférer au Conseil pontifical pour la nouvelle évangélisation. Et, par le motu proprio Ministrorum institutio du même 16 janvier 2013, il lui transfère la compétence sur les séminaires détenue auparavant par la Congrégation pour l'éducation catholique.
Le 8 décembre 2015, la Congrégation pour le clergé a rendu publique la nouvelle « Ratio fundamentalis », qui est le texte d'orientation de la formation dans les séminaires, dont la dernière modification datait de 1940, légèrement modifiée en 1958. Celle-ci insiste sur la nécessité de former des « personnes humainement équilibrées, sereines et stables ».
Le 1er avril 2017, par le motu proprio Sanctuarium in Ecclesia daté du 11 février 2017, mémoire liturgique de Notre-Dame de Lourdes, le pape retire à la Congrégation et transfère au Conseil pontifical pour la promotion de la nouvelle évangélisation la compétence sur les sanctuaires qui sont pour lui, des lieux d'évangélisation.

## Mission
Après la mise en œuvre de la réforme des attributions des dicastères promulguée par le pape Benoît XVI en janvier 2013, la Congrégation pour le clergé a la charge de trois domaines.
Elle a compétence en tout ce qui concerne les prêtres et diacres du clergé séculier. Elle promeut tout ce qui concerne la formation permanente des prêtres. Elle prépare, chaque année, la Journée mondiale de prière pour la sanctification du Clergé. Elle a coordonné et organisé les événements liés à la célébration de l'année du sacerdoce (19 juin 2009 – 11 juin 2010). Elle veille sur les chapitres de chanoines et les conseils presbytéraux.
Elle est responsable de l'ensemble des séminaires pour la formation des clercs (à l'exception de ceux qui dépendent de la Congrégation pour l'évangélisation des peuples ou de la Congrégation pour les Églises orientales),
Elle donne l'approbation du Saint-Siège concernant la vente de biens lorsque cette approbation est requise.

## Préfets
- Saint Charles Borromée (1564-1565)
- Francesco Alciati (1565-1580)
- Filippo Boncompagni (1580-1586)
- Antonio Carafa (1586-1591)
- Girolamo Mattei (1591-1603)
- Paolo Emilio Zacchia (1604-1605)
- Francesco Maria Bourbon del Monte Santa Maria (1606-1616)
- Orazio Lancellotti (1616-1620)
- Roberto Ubaldini (1621-1623)
- Cosimo de Torres (1623-1626)
- Bonifazio Bevilacqua Aldobrandini (1626-1627)
- Fabrizio Verospi (1627-1639)
- Giambattista Pamphilj (1639-1644), futur Innocent X
- Francesco Cennini de' Salamandri (1644-1645)
- Pier Luigi Carafa (1645-1655)
- Francesco Paolucci (1657-1661)
- Giulio Cesare Sacchetti (1661-1663)
- Angelo Celsi (1664-1671)
- Paluzzo Paluzzi Altieri degli Albertoni (1671-1672)
- Vincenzo Maria Orsini di Gravina, O.P. (1673-1675), futur Benoît XIII
- Federico Baldeschi Colonna (1675-1691)
- Galeazzo Marescotti (1692-1695)
- Giuseppe Sacripante (1696-1700)
- Bandino Panciatici (1700-1718)
- Pier Marcellino Corradini (1718-1721)
- Curzio Origo (1721-1737)
- Antonio Saverio Gentili (1737-1753)
- Mario Millini (1753-1756)
- Giovanni Giacomo Millo (1756-1757)
- Clemente Argenvilliers (1757-1758)
- Ferdinando Maria de' Rossi (1759-1775)
- Carlo Vittorio Amedeo Delle Lanze (1775-1784)
- Guglielmo Pallotta (1785-1795)
- Tommaso Antici (1795-1798)
- Filippo Carandini (1800-1810)
- Giulio Gabrielli (1814-1820)
- Emmanuele de Gregorio (1820-1834)
- Vincenzo Macchi (1834-1841)
- Paolo Polidori (1841-1847)
- Pietro Ostini (1847-1849)
- Angelo Mai (1851-1853)
- Antonio Maria Cagiano de Azevedo (1853-1860)
- Prospero Caterini (1860-1881)
- Lorenzo Nina (1881-1885)
- Luigi Serafini (1885-1893)
- Angelo Di Pietro (1893-1902)
- Vincenzo Vannutelli (1902-1908)
- Casimiro Gennari (1908-1914)
- Francesco di Paola Cassetta (1914-1919)
- Donato Raffaele Sbarretti Tazza (1919-1930)
- Giulio Serafini (1930-1938)
- Luigi Maglione (1938-1939)
- Francesco Marmaggi (1939-1949)
- Giuseppe Bruno (1949-1954)
- Pietro Ciriaci (1954-1966)
- Jean-Marie Villot (1967-1969)
- John Joseph Wright (1969-1979)
- Silvio Oddi (1979-1986)
- Antonio Innocenti (1986-1991)
- José Tomás Sánchez (1991-1996)
- Darío Castrillón Hoyos (1996-2006)
- Claudio Hummes (2006-2010)
- Mauro Piacenza (2010-2013)
- Beniamino Stella (2013-2021)
- Lazarus You Heung-sik (2021-  )

## Secrétaires récents
- Maximino Romero de Lema (21 mars 1973 – 18 décembre 1986)
- Gilberto Agustoni (18 décembre 1986 – 2 avril 1992)
- Crescenzio Sepe (2 avril 1992 – 9 avril 2001)
- Csaba Ternyák (11 décembre 1997 – 15 mars 2007)
- Mauro Piacenza (7 mai 2007 – 7 octobre 2010)
- Celso Morga Iruzubieta (es) (29 décembre 2010 – 8 octobre 2014)
- Joël Mercier (8 janvier 2015 - 30 septembre 2021)[8]
- Andrés Gabriel Ferrada Moreira (depuis le 1er octobre 2021)